# Per-Olof Croneryd
Per-Olof Tore Croneryd (även P-O Croneryd) född 1 november 1920 i Norrköpings Norra församling, död 5 februari 1993 i S:t Olai församling, var en svensk bordtennisspelare. 

## Karriär
Croneryd representerade Norrköpingsföreningen BK Hird (-1956), därefter IF Norcopensarna. För vilka han vann flera SM-medaljer, bland annat guld tillsammans med klubbkamraten Karl-Ivar Almqvist i herrdubbel 1944. På den internationella arenan nådde Croneryd semifinal i herrdubbel i SOC 1957 och representerade Sverige vid världsmästerskapen 1947-1957.
 Han spelade i landslaget 1947–57 och gjorde 28 landskamper. Som högst var Croneryd rankad fyra i Sverige (1949/1950 och 1951/1952). "P-O" höll igång med bordtennisen så sent som 1990 då han tillsammans med Ebbe Nilsson vann herrdubbel (70) vid veteran-VM i Baltimore i USA.